# Биловец

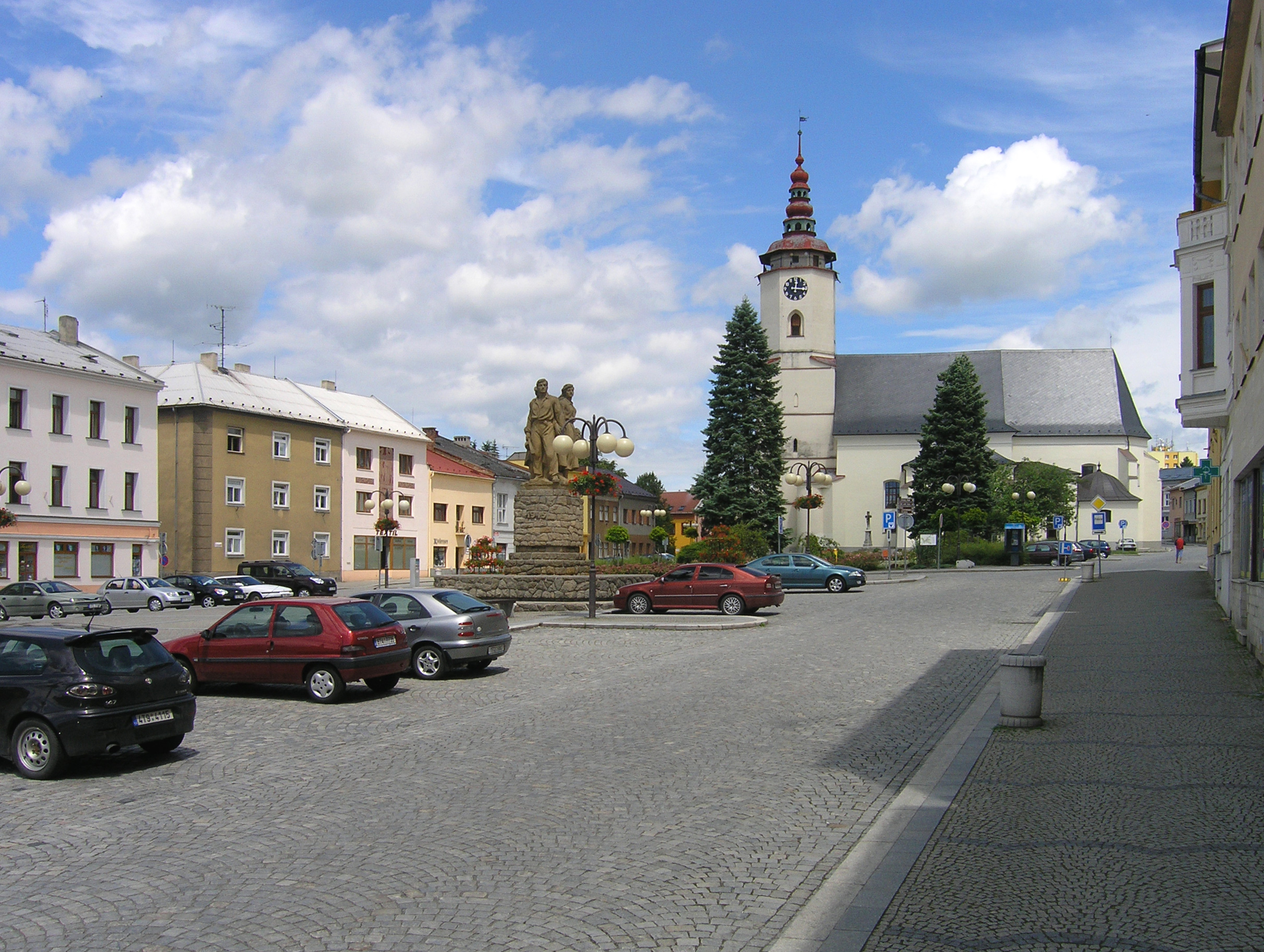

Биловец (чеш. Bílovec, нем. Wagstadt) — город в Силезии, в районе Нови-Йичин в Моравскосилезском крае. В начале 2012 года численность города составляла 7 558 жителей, в 2006 году — 7 663. Западная часть города расположена в Природном парке Одерские горы.
Вопреки повреждению в конце Второй мировой войны, исторический центр города является городским памятником архитектуры.
Город Биловец являлся до 1960 года районным городом, в 2003 году он стал городом с расширенными полномочиями. Административный район ГРП Биловец включает 2 города (Биловец и Студенку) и 11 населённых пунктов (Албрехтички, Билов, Битов, Бравантице, Йистебник, Куявы, Пустейов, Слатину, Тешковице, Тисек и Велке-Албрехтице). Город также является центром микрорегиона Биловецко. В рамках туризма можно город Биловец зачислить в регион Краваржско. В городе также находится Деканат Биловец, который является частью остравско-опавской епархии и в этом районе включает 24 прихода.

## История
Первое письменное упоминание о деревне происходит с 1324 года, когда она принадлежала пану Воку I из Краварж. В 1383 году город Биловец получил право предварительной покупки товаров на территории усадьбы и право самоуправления от Бенеша из Краварж. Город находился в собственности панов из Краварж до 1434 года, затем — панов из Штернберка до 1441 года, опавских князей — до 1447 года, дворян из Фулштейна до 1542 г., Пражмов из Билкова до 1623 г., а также город принадлежал Седлницким из Холтиц непрерывно до 1848 года. Однако, замок и остаточное крупное хозяйство принадлежали Седлницким вплоть до 1945 г. С 16-го века в городе развивалась драпировка. После 1840 г. в городе открылся Завод по драпировке Хиртова.

## Муниципальное управление и политика
В 2010—2014 годах мэром стал Петр Климек, в 2018—2022 годах должность мэра занимал Павел Мрва, начиная с 2022 года должность мэра занимает Рената Миколашова.

## Инфраструктура и транспорт
- Биловец находится на дороге 2-го класса номер 647, ведущей из города Одры через Биловец в город Климковице и дальше в Остраву. Быстрое соединение Биловца с Остравой, а также с отдалёнными местами, обеспечивает шоссе D1 (съезды Бутовице 335-й км или Бравантице 342-й км).
- В город Биловец ведёт длиной в 7.4 км однопутная железная дорога без использования электричества из Студенки (её привели в движение в 1890 г.). Осеню 2009 г. в городе была завершена реконструкция вокзального здания.
- Доступен Международный аэропорт имени Леоша Яначека, обеспечивающий воздушный транспорт и находящийся в 18 км от города Биловец.

## Достопримечательности и интересные места
- Замок в стиле ренессанс (16 век)
- Здание ратуши в стиле ренессанс (1593 г.)
- Церковь св. Николая с обзорной башней (галерея в высоте 31 м)
- Здание городского музея (вторая половина 18 века)
- Часовня св. Барборы
- Часовня св. Девы Марии
- Набор трёх могил семьи владельца замка в Биловце расположен в часовне замка
- Памятник св. Яну Непомуцкому — возле церкви св. Николая (80-е годы 18 века)
- Памятник Деве Марии — возле церкви св. Николая (с середины 19 века)
- Памятник освобождения с фонтаном — на Силезской площади (1952 г.)
- Деревянная ветряная мельница — деревня Бравинне-Нижний-Новы-Двор

## Музеи
- Музей в городе Биловец расположен в бывшем доме чиновников второй половины 18-го века. Экспозиция показывает историю города Биловец, замок и управление усадьбой. Экспозиция также представляет роль текстильной промышленности, которая со времен средневековья являлась для города весьма значительной. Коллекция музея состоит из экспонатов, изображающих производство бывшего завода Салхер, выступающего на рынке с 1856 г. под торговой маркой Массаг.

## Части города
- Биловец
- Бравинне
- Лготка
- Лубояты
- Охрада
- Стара-Вес
- Вышковице (создают анклав города)

Также частью города Биловец были уже в настоящее время независимые населённые пункты:
- Билов в 1976—1993 гг.
- Битов в 1979—1995 гг.
- Бравантице в 1979—1998 гг.
- Слатина в 1979—1990 гг.
- Велке-Албрехтице в 1976—1990 гг.

## Известные уроженцы
- Лукаш Гейда (род. 1990) — футболист.
- Милош Голань  (род. 1971) — хоккеист и хоккейный тренер.
- Петра Квитова  (род. 1990) — теннисистка.
- Ростислав Олеш (род. 1985) — хоккеист.
- Адам Павласек (род. 1994) — теннисист.
- Квета Пешке (род. 1975) — теннисистка.

## Города-побратимы
- Бад-Нойштадт-ан-дер-Зале, Германия